# 쥘 앙트완 리사주
쥘 앙트완 리사주(Jules Antoine Lissajous,프랑스어 발음: [ʒyl ɑ̃twan lisaʒu], 1822년 3월 4일 베르사유 출생 – 1880년 6월 24일 플롬비에르 레 디종 사망)은 프랑스의 물리학자로 그의 이름을 따서 리사주 도형, 리사주 궤도 등이 명명되었다. 그의 개발품 중에는 자신의 이름을 딴 리사주 도형을 생성하는 리사주 장치도 발명하였다. 이것에서 광선은 진동하는 소리굽쇠에 부착된 거울에서 반사된 후 수직 방향으로 진동하는 소리굽쇠(일반적으로 다른 피치에서 진동하여 특정 고조파 간격을 생성함)에 부착된 두 번째 거울에서 벽면으로 반산되어, 결과적으로 리사주 도형을 생성한다. 이는 하모노그래프(harmograph)와 같은 다른 장치의 발명으로 이어졌다.

## 같이 보기
- 리사주 곡선
- 리사주 궤도